# Damir Markota
Damir Markota (Omerhodžić) (Sarajevo, 26. prosinca 1985.) švedsko-hrvatski profesionalni košarkaš. Igra na poziciji niskog krila, a trenutačno je član španjolskog prvoligaša Iurbentie iz Bilbaoa.

## Karijera
Odrastao je u Švedskoj jer su se početkom rata u Bosni njegovi roditelji s njim i njegovom šestogodišnjom starijom sestrom Meri preselili u Stockholm. Kako mu je majka brzo dobila švedsko državljanstvo, Markota je igrao za švedsku U-14 reprezentaciju, da bi nakon toga odlučio pronaći klub u kojem bi mogao ozbiljnije igrati. Na internetu je pronašao podatak da Cibona traži nove košarkaše, došao na probu i odmah zadovoljio. U Cibonu je došao 2001. godine, a Vukovi su ga najprije dali na kaljenje u nižerazredni klub Zabok (sezona 2001./2002.), potom u Šanac Karlovac (2002/03.). U Ciboni je igrao od 2003. do 2006. godine, kada odlazi na NBA draft gdje su ga kao 59. izbor uzeli San Antonio Spursi i odmah zamijenili izbor s Millwaukee Bucksima. Za Buckse je nastupio u 30 utakmica, s prosječnim učinkom od 1,7 poena i jednim skokom po utakmici. Bucksi su ga i u dva navrata posuđivali nižerazrednoj momčadi Tulsa 66ers.
U sezoni 2007./2008. Markota je potpisao za Spartak iz St. Peterburga gdje je ostao tek prvi dio sezone. Daleko uspješniji nastavak bio je u Žalgirisu u koji je posuđen i u kojem je osvojio trostruku krunu, domaće prvenstvo i Kup te Baltičku ligu. Pozivom trenera Cibone Velimira Perasovića, Markota se je natrag vratio u redove Vukova. Međutim, zbog nedicipline, odnosno zbog neodlaska s momčadi Cibone na turnir u St. Peterburgu, Markota je prvotno suspendiran, a kasnije otpušten iz kluba. Odlazi u španjolsku ViveMenorcu, gdje je igrao s još dvojicom Hrvata Stojićem i Baždarićem. Kako je u dresu Menorce u samo nekoliko utakmica imao poražavajuću statistiku (zabijao je prosječno 1,4 poena i imao 1,2 skoka), odlučio je raskinuti ugovor s klubom i potpisati za drugi španjolski klub Iurbentiu Bilbao.

## Vanjske poveznice
- Profil na NBA.com
- Profil  Arhivirana inačica izvorne stranice od 7. ožujka 2009. (Wayback Machine) na Basketball-Reference.com
- Profil FIBA Eurobasket.com
- Profil  Arhivirana inačica izvorne stranice od 16. veljače 2021. (Wayback Machine) na Basketpedya.com
- NBA draft profil na NBA.com